# PEC Zwolle (féminines)
Actualités
Dernière mise à jour : 18 décembre 2024.
Le PEC Zwolle Vrouwen est un club de football féminin néerlandais, créé en 2010 et situé à Zwolle. Il évolue en Première division.
Depuis le 1er juillet 2012, le PEC Zwolle est le nouveau nom du FC Zwolle.

## Palmarès
- Coupe des Pays-Bas
  - Finaliste (1) : 2019